# Jindřich Žid a spol.
Jindřich Žid & spol. byl textilní závod, postavený v Žamberku v letech 1907 až 1908 Josefem Nettlem a Jindřichem Židem, obchodníkem s látkami z Hronova.

## Historie

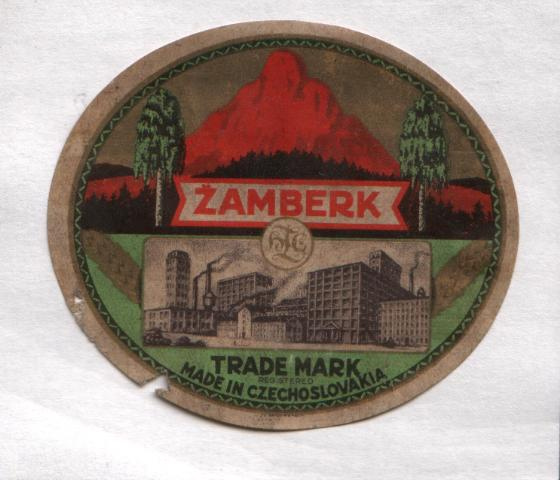
Nálepka na hotovou adjustovanou tkaninu, Žid a spol., 30. léta

Závod byl postaven u nádraží v Žamberku, na pozemku katastrálně sousedícím s Dlouhoňovicemi. V nově postaveném závodě byla tkalcovna se 126 bavlnářskými stavy, celkem zde bylo zaměstnáno 65 lidí.
 Až do roku 1911, kdy byl závod rozšířen o kompletní přípravnu se šlichtovnou, byly připravené osnovy dováženy z jiných závodů. Vyráběly se zde molina, pracovní kepry, prostěradlovina a technické tkaniny.

V roce 1914, kdy vypukla 1. světová válka, byla výroba utlumena. V té době tkalcovali převážně muži, kteří odešli do války a hlavním důvodem bylo snížení poptávky po výrobcích závodu, výroba se proto přeorientovala na výrobu obvazového materiálu, která byla realizována na 20 stavech. Dalším náhradním výrobním programem byla dřevařská výroba (dřeváky, šatní skříňky, bedničky na munici, dřevěné konstrukce a díly).
Po skončení světové války nastala v roce 1919 výrobní konjunktura a závod rozšířil svou tkalcovnu na 236 stavů. Z hronovska přišli další noví dělníci, kteří zde našli slušné živobytí, dosazen byl i ředitel Maryška z Velkého Poříčí.
V roce 1922 byl pořízen nový kotel a parní stroj, který transmisemi poháněl výrobní zařízení. V roce 1923 byla postavena úpravna a barevna. V roce 1939 pracovalo ve firmě okolo 500 lidí.
Ve 30. letech 20. století fungovala firma pod názvem Žamberecké textilní a dřevařské průmyslové závody Jindřich Žid a spol. a zahrnovala textilní a dřevařské podniky v Žamberku a textilní podniky v Rychnově nad Kněžnou.

## Nástupnické podniky
- Heinrich Žid & Co.
- Apelt und Dressler KG (1941 - 1945)
- Národní správa Apelt und Dressler KG (1945 - 1948)
- Lina, n.p. Jaroměř, závod 24 Žamberk (1948 - 1949)
- Orban, n.p. (1949 - 1967)
- Perla, n.p. Ústí nad Orlicí, závod 08 Žamberk (1967 - 1968)
- Kovostav, n.p Ústí nad Orlicí, závod 4 Žamberk (1968 - 1976)
- Elitex, k.p. Liberec(1976 - 1989)
- Elitex, s.p. Ústí nad Orlicí, závod 04 Žamberk (1990 - 1994)
- Rieter Elitex, a.s. Ústí nad Orlicí, závod 04 Žamberk (1994 - 2001)
- Rieter CZ, a.s., závod Žamberk (2001 - 2009)
- Rieter CZ s.r.o., Components Žamberk (2010 - 2011)
- Bühler CZ s.r.o. (2012 - dosud)